# Heilewigis
Heilewigis († 8. Juli 1270) war Äbtissin im Stift Freckenhorst.

## Leben
Die Herkunft der Heilewigis ist nicht belegt. Durch den engen Kontakt mit den Edelherren zur Lippe könnte ein Familienzusammenhang bestehen. Als Nachfolgerin der Äbtissin Ida wurde sie erstmals im Jahre 1240 urkundlich erwähnt. Aus ihrer Amtszeit sind zahlreiche Urkunden erhalten, die sich auf rechtsgeschäftliche Angelegenheiten (Schenkungen sowie An- und Verkäufe) beziehen. Im Jahre 1267 wurde ihre Nachfolgerin Jutta in ihr Amt eingeführt.